# Zacatzontli

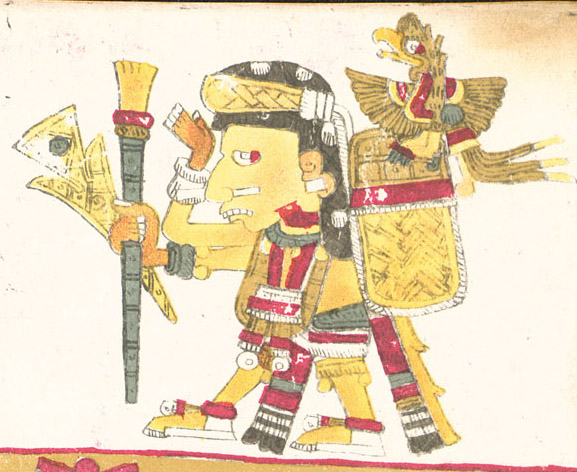
Dessin de Zacatzontli, l'une des divinités décrites dans le Codex Borgia

 Zacatzontli, Zacatontli « pâture » dans la mythologie aztèque, est le dieu du chemin du jour.